# Brighton (Michigan)
Pour les articles homonymes, voir Brighton (homonymie).
Brighton est une cité du comté de Livingston, dans l'État du Michigan, aux États-Unis. En 2020, sa population était de 7 446 habitants.